# Hermonassa chryserythra
Hermonassa chryserythra är en fjärilsart som beskrevs av Charles Boursin 1968. Hermonassa chryserythra ingår i släktet Hermonassa och familjen nattflyn. Inga underarter finns listade i Catalogue of Life.